# 황선아
황선아(黃仙妸, 1989년 9월 16일 ~ )는 대한민국의 펜싱 선수이다.  

## 학력
- 한국체육대학교 학사 (졸업)
- 국민대학교 스포츠산업대학원

## 경력
- 2014년 제17회 인천 아시안게임 여자 펜싱 국가대표
- 2014년 양구군청
- 2016년 제31회 리우데자네이루 올림픽 대한민국 여자 펜싱 국가대표
- 2017년 제29회 타이베이 하계 유니버시아드 대한민국 여자 펜싱 국가대표
- 2018년 제18회 자카르타-팔렘방 아시안게임 펜싱 국가대표
- 2018년 익산시청 펜싱팀

## 수상
- 2014년 제17회 인천 아시안 게임 여자 사브르 단체전 금메달
- 2016년 아시아펜싱선수권대회 여자 사브르 단체전 은메달
- 2016년 아시아펜싱선수권대회 여자 사브르 개인전 금메달
- 2017년 제22회 김창환배 전국 남녀펜싱선수권대회 여자 사브르 단체전 금메달
- 2017년 아시아펜싱선수권대회 여자 사브르 단체전 은메달
- 2017년 FIE 세계선수권대회 여자 사브르 단체전 은메달
- 2017년 제57회 대통령배 전국남녀펜싱선수권대회 여자 사브르 단체전 우승
- 2017년 제29회 타이베이 하계 유니버시아드 펜싱 여자 사브레 개인전 은메달
- 2018년 아시아펜싱선수권대회 여자 사브르 단체전 은메달
- 2018년 제18회 자카르타-팔렘방 아시안 게임 여자 사브르 단체전 금메달

## 같이 보기
- 김지연
- 윤지수
- 최수연